# Puccinia sublesta
Puccinia sublesta ist eine Ständerpilzart aus der Ordnung der Rostpilze (Pucciniales). Der Pilz ist ein Endoparasit von  Isachne beneckii. Symptome des Befalls durch die Art sind Rostflecken und Pusteln auf den Blattoberflächen der Wirtspflanzen. Sie ist ein Endemit der Philippinen.

## Merkmale

### Makroskopische Merkmale
Puccinia sublesta ist mit bloßem Auge nur anhand der auf der Oberfläche des Wirtes hervortretenden Sporenlager zu erkennen. Sie wachsen in Nestern, die als gelbliche bis braune Flecken und Pusteln auf den Blattoberflächen erscheinen.

### Mikroskopische Merkmale
Das Myzel von Puccinia sublesta wächst wie bei allen Puccinia-Arten interzellulär und bildet Saugfäden, die in das Speichergewebe des Wirtes wachsen. Die Aecien der Art sind bislang nicht bekannt. Die zimtbraunen Uredien wachsen unterseitig auf den Blättern des Wirtes. Ihre ebenfalls zimtbraunen Uredosporen sind eiförmig bis ellipsoid, 19–25 × 15–19 µm groß und fein stachelwarzig. Die Telien der Art sind bislang nicht beschrieben worden, aber anhand ihrer Sporen nachgewiesen. Die haselnussbraunen Teliosporen sind zweizellig, eiförmig bis ellipsoid und 24–28 × 18–20 µm groß; ihre Stiele sind hyalin, dünn und bis zu 25 µm lang.

## Verbreitung
Das bekannte Verbreitungsgebiet von Puccinia sublesta beschränkt sich auf die Philippinen.

## Ökologie
Die Wirtspflanze von Puccinia sublesta ist die Grasart Isachne beneckii. Der Pilz ernährt sich von den im Speichergewebe der Pflanzen vorhandenen Nährstoffen, seine Sporenlager brechen später durch die Blattoberfläche und setzen Sporen frei. Die Art verfügt anscheinend über einen Entwicklungszyklus mit Telien und Uredien, der ohne Wirtswechsel auskommt; Spermogonien und Aecien fehlen offenbar.